# Arahura reticulata
Arahura reticulata är en insektsart som beskrevs av Knight 1975. Arahura reticulata ingår i släktet Arahura och familjen dvärgstritar. Inga underarter finns listade i Catalogue of Life.